# Kościół św. Antoniego na Polu Marsowym
Kościół św. Antoniego na Polu Marsowym w Rzymie (wł. Chiesa di Sant'Antonio in Campo Marzio), znany również jako Sant'Antonio dei Portoghesi (kościół św. Antoniego Portugalczyków) – rzymskokatolicki kościół tytularny w Rzymie.
Świątynia ta jest kościołem rektoralnym parafii św. Augustyna na Polu Marsowym, kościołem narodowym Portugalii oraz kościołem tytularnym.

## Lokalizacja
Kościół znajduje się w IV Rione Rzymu – Campo Marzio przy Via dei Portoghesi 2.

## Patron
Patronem świątyni jest św. Antoni Padewski – pochodzący z Portugalii franciszkanin żyjący w latach 1195-1231, Doktor Kościoła.

## Historia
W XV wieku biskup Porto kardynał António Martins de Chaves zakupił w Rzymie odpowiedni teren i rozpoczął budowę hospicjum dla pielgrzymów z Portugalii, w skład powstałego kompleksu wchodził kościół dedykowany Matce Bożej oraz świętym Wincentemu i Antoniemu z Egiptu. W XVI wieku istniejące budynki zostały uznane za zbyt małe, w związku z czym nabyto sąsiednie nieruchomości i w 1624 roku rozpoczęto rozbudowę. W jej efekcie powstał obecnie istniejący kościół, który ukończono w 1638 roku według projektu Martino Longhi (młodszego). Kościół ten dedykowano św. Antoniemu Padewskiemu. Od 1657 roku prace przy budowie kopuły prowadzone były pod kierunkiem Carlo Rainaldi, a następnie Cristoforo Schor odpowiadał za apsydę i główny ołtarz.
Po zajęciu Rzymu przez wojska napoleońskie kościół i hospicjum zostały zamknięte w 1799 roku, a nieruchomość sprzedano na aukcji. Rząd Portugalii odzyskał ją w 1814 roku, po czym kościół został odrestaurowany i ponownie otwarty w 1842 roku.
W 1873 roku pod kierunkiem Francesco Vespignani przeprowadzono kolejną restaurację, wstawiono wówczas witraże i namalowano freski. 

## Architektura i sztuka

### Fasada
Kościół jest otoczony przez inne budynki, tak że z ulicy widoczna jest tylko jego fasada. Barokowa dwukondygnacyjna fasada powstała w latach 1636-1638 i jest uważana za dzieło Martino Longhi (młodszego), chociaż istnieją pewne wątpliwości co do zakresu jego autorstwa. Została ona nieco zmodyfikowana przez Cristoforo Schora w 1695 roku.
Fasada ma trzy wejścia, z których centralne jest znacznie większe od obu pozostałych i ma ono wystający trójkątny tympanon z głową putta ze skrzydełkami. Poniżej tympanonu umieszczono muszlę małża, a pod nią figurę pielgrzyma. Obramowanie drzwi głównych ozdobione jest ponadto kwiatami oraz dekoracyjnie upiętymi tkaninami. Wejścia boczne mają łukowate naczółki również z głowami putt ze skrzydłami.
Druga kondygnacja ma spiętrzone pilastry w porządku kompozytowym, podtrzymujące belkowanie z mocno wysuniętym gzymsem. Kondygnację wieńczy trójkątny tympanon, po bokach którego znajdują się figury aniołów. Duże centralne okno zawiera XIX-wieczny witraż przedstawiający św. Antoniego ze Dzieciątkiem Jezus autorstwa Antonio Moroniego. Nad oknem znajduje się płaskorzeźba herbu Królewskiego Domu Bragança.

### Kopuła
Kopuła jest mało widoczna od strony ulicy. Bęben kopuły jest ośmiokątny, natomiast sama kopuła nie ma kształtu półkulistego, lecz spłaszczonej półelipsoidy. W większych bokach latarni znajdują się cztery duże okrągłe okna.

### Wnętrze kościoła
Plan świątyni opiera się na krzyżu łacińskim wpisanym w prostokąt. Nawa główna ma trzy przęsła, natomiast nawy boczne zostały przekształcone w samodzielne kaplice poprzez wstawienie ścian działowych. Na skrzyżowaniu nawy z transeptem znajduje się kopuła.
Dekoracje stiukowe we wnętrzu świątyni wykonali Giuliano Corsini i Andrea Bevilacqua. Pewne zmiany zostały dokonane przez Francesco Vespiginani w połowie XIX wieku.
Nawa główna ma arkadowe filary z dołączonymi jońskimi pilastrami, obłożone czerwono-białym sycylijskim jaspisem. Sklepienie kolebkowe dekorowane jest stiukiem, tło jest białe, zdobienia natomiast złote. Centralne malowidło na suficie, autorstwa Salvatore Nobilia z lat 1869-1870, przedstawia Objawienie krucyfikusu Alfonsowi I podczas bitwy pod Ourique.
Kopuła jest oświetlona czterema eliptycznymi oknami w bębnie. Jej wnętrze ozdobione jest złoconym stiukiem, zawiera cztery tondi z przedstawieniami bł. Sanchy z Alenquer, bł. Joanny Portugalskiej, bł. Mafaldy Portugalskiej i bł. Teresy Portugalskiej. W pendentywach kopuły znajdują się przedstawienia świętych: Damazego I, Wiktora z Bragi, Geralda z Bragi i Manciusza z Evory. Freski kopuły zostały wykonane w 1870 roku przez Francesco Grandi.
Koncha apsydy zdobiona jest złoconym stiukiem, dekoracje wykonał Pompeo Gentili.
Ołtarz główny autorstwa Christophoro Schora ma cztery korynckie kolumny z czerwono-białego marmuru ze złoconymi kapitelami. Obraz w ołtarzu przedstawia Matkę Bożą przekazującą Dzieciątko św. Antoniemu, został on wykonany przez Giacinto Calandrucciego.
W prezbiterium na lewej ścianie znajduje się obraz Błogosławione Teresa i Sancja Portugalska autorstwa Giovanniego Odazziego (przed 1725 rokiem), natomiast po prawej Błogosławiona Joanna Portugalska odrzuca propozycję małżeństwa autorstwa Michelangelo Cerruti (ok. 1730 roku).
Organy nad wejściem są w stylu rokokowym, ze złoconą obudową i balkonem.

#### Kaplice boczne
Po obu stronach nawy znajdują się po dwie kaplice boczne, kolejne dwie są na końcach transeptu. 
Kaplica św. Katarzyny Aleksandryjskiej
Pierwsza kaplica po prawej jest poświęcona św. Katarzynie Aleksandryjskiej.
Ołtarz ma dwie kolumny jońskie, podtrzymujące trójkątny naczółek. Wizerunek na ołtarzu przedstawia św. Katarzynę ze świętymi Engratią i Ireną.
Kaplica św. Jana Chrzciciela
Druga kaplica po prawej stronie poświęcona jest św. Janowi Chrzcicielowi. Dekoracja kaplicy jest głównie wynikiem patronatu Giovanniego Battisty Ciminiego, bogatego perfumiarza (zmarłego w 1682 roku), oraz wdowy po nim Cateriny Raimondi, która zapłaciła za kontynuację pracy przez następne dziesięć lat. Autorem projektu był Cesare Crovari.
Ołtarz z parą korynckich kolumn, zawiera obraz Chrzest Chrystusa autorstwa Giacinto Calandrucci. Nad ołtarzem znajduje się witraż autorstwa Moroniego. Na lewej ścianie kaplicy znajduje się obraz przedstawiający Narodziny św. Jana Chrzciciela autorstwa François Nicolasa de Bar, natomiast na prawej Kazanie św. Jana Chrzciciela przypisywane Francesco Graziani. Calandrucci wykonał freski w lunetach nad ścianami bocznymi, po lewej stronie znajduje się Ścięcie św. Jana Chrzciciela, po prawej Święta Rodzina ze św. Janem Chrzcicielem..
Pod ołtarzem kaplicy znajdują się, wydobyte z katakumb, relikwie męczennika św. Feliksa.
Kaplica św. Elżbiety Aragońskiej
Kaplica w prawym ramieniu transeptu poświęcona jest św. Elżbiecie Aragońskiej (wcześniej dedykowana była św. Hieronimowi, a następnie Matce Bożej Bolesnej, obecne wezwanie nosi od II połowy XVII wieku). Dekoracja nie jest oryginalna, została wykonana pomiędzy 1789 rokiem a zamknięciem kościoła przez Francuzów. Architektem był Francesco Navone.
Obraz na ołtarzu przedstawia Św. Elżbietę godzącą męża i jego syna, dzieło autorstwa Luigiego Agricoli z 1801 roku. Na frontonie ołtarza stoją dwie postacie alegoryczne, symbolizujące cnoty świętej: Pokój (autorstwa Giovanniego Grossa, po lewej stronie) i Miłość (autorstwa Giacomo Galliego, po prawej).
Sklepienie kaplicy zostało ozdobione w drugiej połowie XIX wieku przez Giuliano Corsiniego i Andreę Bevilacquę, witraże są dziełem Moroniego.
Kaplica Niepokalanego Poczęcia
W lewym ramieniu transeptu znajduje się kaplica Niepokalanego Poczęcia NMP. W 1627 roku kaplica ta została poświęcona św. Elżbiecie Aragońskiej, w 1686 roku Matce Bożej Bolesnej, a od 1750 roku nosi obecne wezwanie. Została ona przebudowana w latach 1754-1756 pod nadzorem Carlo Murena według projektu Luigiego Vanvitelliego.
Ołtarz z Niepokalanym Poczęciem jest dziełem Giacomo Zoboli z lat 1754-1756. Na frontonie ołtarza siedzą dwie alegoryczne postacie przypisywane Gaspare Sibila: Miłość (po lewej) i Czystość (po prawej).
Sklepienie zostało ozdobione w drugiej połowie XIX wieku przez Giuliano Corsiniego i Andreę Bevilacquę, witraże wykonał Antonio Moroni.
Kaplica Bożego Narodzenia
Kaplica Bożego Narodzenia to druga kaplica po lewej, została zbudowana w 1657 roku. Jest ona ozdobiona cyklem trzech obrazów autorstwa Antonio Concioli. Na lewej ścianie znajduje się Pokłon pasterzy, na ołtarzu Boże Narodzenie (z 1782 roku), a na prawej ścianie Odpoczynek podczas ucieczki do Egiptu (z 1782 roku).
Kaplica św. Antoniego z Egiptu
Pierwsza kaplica po lewej stronie poświęcona jest św. Antoniemu z Egiptu, jej dedykacja jest nawiązaniem do wezwania wcześniejszego kościoła stojącego na tym miejscu. Oryginalny ołtarz z tego kościoła wisi na lewej ścianie bocznej kaplicy. Przedstawia on świętych Antoniego, Wincentego i Sebastiana, dzieło to z około 1590 roku przypisywane jest Marcello Venustiemu.
Obraz na ołtarzu kaplicy autorstwa Antoniazzo Romano z II połowy XV wieku przedstawia Matkę Bożą z Dzieciątkiem na tronie ze stojącymi po bokach świętymi Franciszkiem i Antonim.

## Kardynałowie prezbiterzy
Kościół św. Antoniego na Polu Marsowym jest jednym z kościołów tytularnych nadawanych kardynałom-prezbiterom (Titulus Sancti Antonii in Campo Martio). Tytuł ten został ustanowiony przez Jana Pawła II 21 lutego 2001 roku
- José da Cruz Policarpo (2001-2014)
- Manuel Clemente (2015-nadal)